# Carl-Benz-Stadion
O Carl-Benz-Stadion é um estádio de futebol, pertencente à cidade de Mannheim, na Alemanha, tem capacidade para 27.000 lugares e o mandante dos jogos é o SV Waldhof Mannheim.